# Никола Пусен
Никола̀ Пусѐн (на френски: Nicolas Poussin, в Италия наричан Николо̀ Пусѝно (на италиански: Niccolò Pussino)) е френски художник, живописец и пейзажист, представител на бароковия класицизъм.

## Биография
Пусен се ражда като син на беден земеделец. Баща му е бивш военен и служил на кралската армия. Пусен специализира в сферата на изкуството в периода между 1612 и 1621 г. в Руан и Париж. Ранните си познания за изкуството придобива чрез творби от Училището Фонтебло.
През 1624 г. Пусен заминава за Рим. Там, с помощта на племенника на папа Урбан VIII – кардинал Франческо Барберини, той се запознава с много известни по това време художници и получава правото да твори с тях, като по този начин започва да добива популярност в тези среди.
През 1629 г. художникът се разболява тежко, за него се грижи семейството на френския сладкар Шарл Дюге. След като оздравява, през 1630 г. той се жени за Анн-Мари Дюге, голямата дъщеря на сладкаря.
През 1641 г. по искане на крал Луи XIII и на кардинал Ришельо Пусен се връща в Париж. Кралят го назначава да „ръководи украсяването на кралските резиденции“ и му възложил за задача да изрисува Голямата галерия в Лувъра, както и да прави проекти за тъкане на килими. Възложените на художника от краля задачи не само че му донесли много конфликти с други съвременни френски художници, но и съвсем не му носели желаното от него удоволствие. Още през есента на 1642 г. Пусен напуска Париж и се установява отново в Рим, но този път – завинаги.

## Творби
- „Аркадийски овчари“ – тази картина има две версии, една в Англия, а друга – в Лувъра. На картината овчарите са се наредили около каменен саркофаг и един от тях посочва върху него надпис, който гласи „Et in Arcadia ego“ (лат. „И в Аркадия съм“). Тази картина е обект на различни тълкувания, включително че думите са анаграма на „I Tego Arcana Dei“ (лат. „Върви си, аз пазя Божиите тайни“) или „Arcam Dei Tango Iesu“ („Аз докосвам гробницата на Господ Исус“) и всъщност картината посочва местоположението на останките на Христос.
- „Риналдо и Армида“ (Пушкински музей)
- „Пейзаж с Херкулес и Как“ (Пушкински музей)
- „Амалтея храни Юпитер“
- „Милосърдието на Сципион“ (Пушкински музей)
- „Ехо и Нарцис“
- „Похищението на сабинянките“ (музей Метрополитън)
- „Парнас“ (музей Прадо),
- „Триумфът на Давид“ (музей Прадо),
- „Идеален пейзаж“ (музей Прадо)

## Галерия
- Аркадийски овчари
- „Триумфът на Давид“, края на 20-те години на 17 век
- „Риналдо и Армида“, ок. 1630
- „Марс и Венера“, ок. 1630
- „Амалтея храни Юпитер“, средата на 30-те години на 17 век
- „Милосърдието на Сципион“, 1640

## За него
- Blunt, Anthony (1966). The Paintings of Nicolas Poussin: A Critical Catalogue. London: Phaidon.
- Blunt, Anthony. Nicolas Poussin.   Pallas Athene, 1967. ISBN 1-873429-64-9.
- Cropper, Elizabeth and Charles Dempsey (1995). Nicolas Poussin: Friendship and the Love of Painting. Princeton: Princeton University Press, 1995. ISBN 978-0-691-05067-6
- Keazor, Henry (1998). Poussins Parerga. Quellen, Entwicklung und Bedeutung der Kleinkompositionen in den Gemälden Nicolas Poussins. Schnell & Steiner, Regensburg. ISBN 3-7954-1146-7
- Mérot, Alain. Nicolas Poussin.   Abbeville Press, 1990. ISBN 1-55859-120-6.
- Serres, Michel (1995). Genesis (Grasset). Ann Arbor: The University of Michigan Press. ISBN 978-0-472-08435-7.
- Thuillier, Jacques (1995). Nicolas Poussin. Paris: Flammarion. ISBN 2-08-012440-4
- Thuillier, Jacques (1995). Poussin before Rome: 1594 – 1624, translated from the French by Christopher Allen (1995). London, New York and Chicago: Richard L. Feigen & Co. ISBN 1-873232-03-9
- Unglaub, Jonathan (2006). Poussin and the Poetics of Painting: Pictorial Narrative and the Legacy of Tasso. Cambridge and New York: Cambridge University Press, 2006. ISBN 978-0-521-83367-7
- Tina Mansueto, Nicolas Poussin, Il Rinascimento arcadico del XVII secolo, Paolo Loffredo iniziativeditoriali, Napoli, 2016, ISBN 978-88-99306-30-4.